# باغ روزهای آخر
باغ روزهای آخر (انگلیسی: The Garden of Last Days) رمانی منتشرشده در سال ۲۰۰۸ به نویسندگی آندره دوبوس سوم است.این کتاب داستان افرادی در فلوریدا پیش از حملات ۱۱ سپتامبر را روایت می‌کند.